# 四季·奈津子
《四季·奈津子》（しき なつこ）是日本作家五木宽之原作的四季小说。到了1980年被拍成电影版，由东阳一执导，烏丸节子、佳那晃子及影山仁美等等主演。

## 電影

### 演员表
- 乌丸节子 ... 奈津子
- 佳那晃子 ... 波留子
- 影山仁美 ... 亚纪子
- 本田博太郎 ... 中垣
- 风间杜夫
- 田村隆一
- 阿木燿子
- 藤田敏八
- 星正人

### 获奖及提名
第5届报知电影赏
- 得奖：最佳女配角 - 阿木燿子

第2届横滨电影节
- 得奖：最佳男配角 - 风间杜夫